# Ermita de la Virgen de los Enebrales (Tamajón)
La ermita de la Virgen de los Enebrales es un templo católico situado en el término municipal de Tamajón (Guadalajara), España. Se encuentra a 1,8 km de la localidad por la GU-186 en dirección a Majaelrayo y al pantano del Vado, entre un sabinar, con el pico Ocejón como fondo, y sobre un altozano que linda con un sendero que conduce a Almiruete.
Fue construido en el siglo XVI en estilo románico y reformado en el siglo XVIII siguiendo el estilo renacentista.

## Descripción

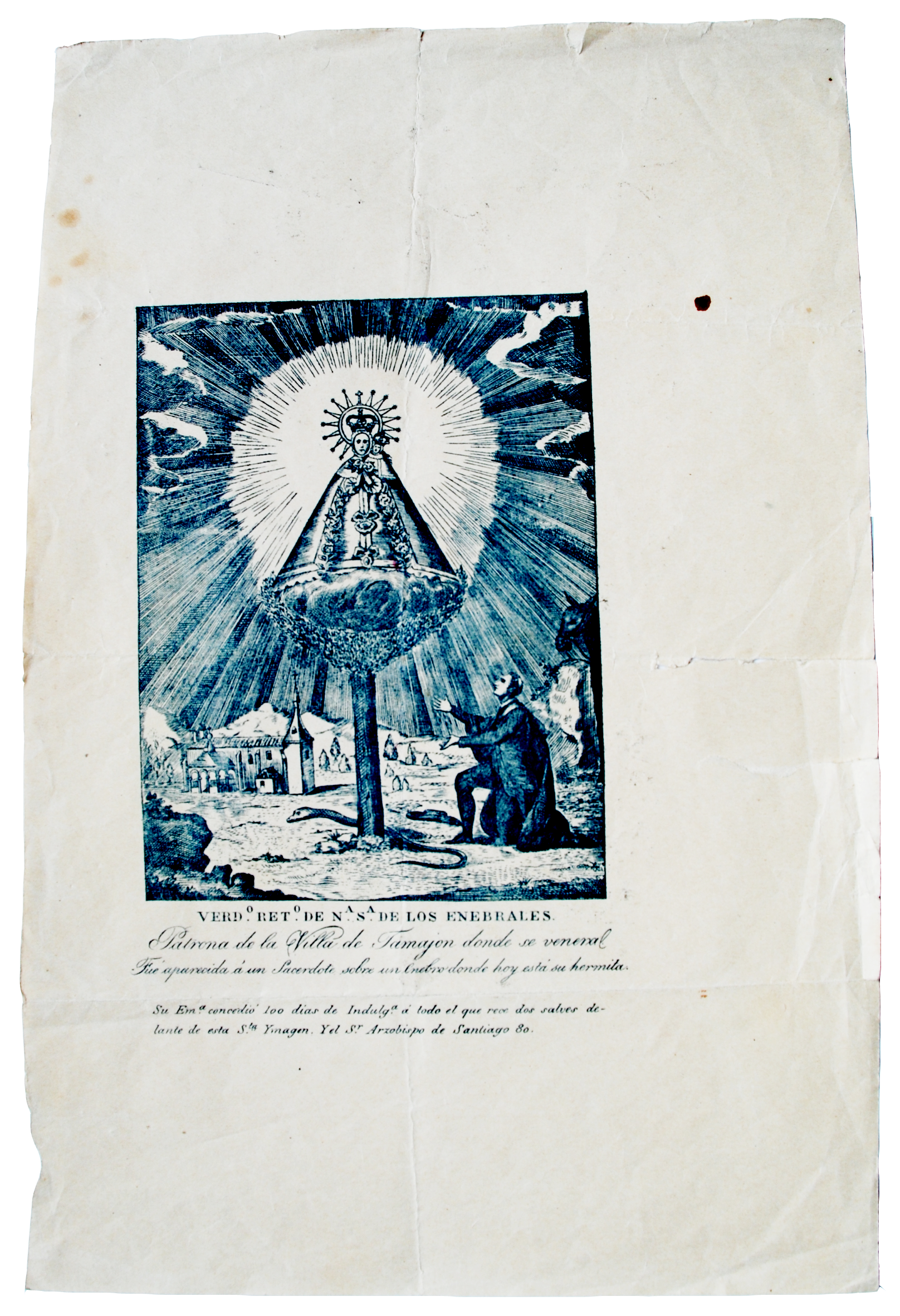
Leyenda y bula de la Virgen de los Enebrales.

En su interior se venera la imagen de la Virgen de Nuestra Señora de los Enebrales, conocida como La Serrana, de gran devoción en toda la comarca.
Según la leyenda:

En una ocasión en que el cura de Tamajón iba con su mula al pueblo vecino de El Vado a decir misa, le atacó una gran serpiente, y al encomendarse a la Virgen, esta se le apareció sobre un enebro apaciguándola con su resplandor.

La leyenda fue representada en un fresco del s XVIII

en el lado del evangelio de la nave del templo, frente a la puerta de entrada; actualmente está muy deteriorada.
Una buena descripción del entorno del templo y de la leyenda la ha realizado Jesús García Perdices, en su
Reina de los Poetas dedicado a la Virgen de los Enebrales, encontrado en la solapa posterior de Ermitas de Guadalajara, donde se lee:

| Tu ermita es apeadero camino del Ocejón; cuando la vé, el montañero, siempre reza una oración. A veces dicha plegaria, sin palabras se musita. Es sencilla, solitaria, como también es tu ermita. Virgen de los Enebrales, Tamajón o Campillejo, los humildes manantiales tienen un brillo de espejo. |  | Mi oración es serranilla de muy sencillo rimar pues los hijos de Castilla somos parcos en hablar. Cantueso, jara, tomillo, entre la nieve y el viento que parece un caramillo por lo agudo de su acento. Tu cancela siempre abierta, y abierto, tu corazón; ayuda pido en tu puerta, ¡pues es duro el Ocejón! |

### Planta
El templo presenta la orientación litúrgica habitual, ligeramente desviado (NE62º).

Inicialmente de estilo románico, siglo XVI, su planta es rectangular de una sola nave con tramo recto del presbiterio rematado por un ábside de cabecera plana y bóveda de crucería, sacristía (4) adosada en su lado sur y contrafuertes en la nave y esquinas del ábside.
La nave (2) consta de cuatro tramos con columnas palmeadas en el arco de acceso al tramo recto del presbiterio (3) con cubierta a dos aguas de teja árabe y un ábside (3) iluminado por un amplio vano rectangular con cubierta apuntada a cuatro aguas de pizarra.
El acceso al templo, se realiza por el pórtico (1) sur en arco de medio punto con cinco grandes dovelas soportadas por mochetas y jambas lisas, protegido con un atrio (7) de planta cuadrada de seis vanos más el central de acceso; la clave muestra un escudo de Tamajon, familia de los Mendoza, en cual se lee AVE MARÍA junto a la Luna y una R; el lado materno es similar al escudo de la Reina Isabela I de Francia, y junto a una corana de un Duqado; en sus cuarteles: barras, torres defensivas, leones rampantes y flores de lis. Sobre el, una hornacina y una deteriorada imagen de la Virgen con el Niño, ambas con restos de policromía.

Una cancela permite mantener el templo siempre abierto para cumplir la tradición popular.
En el segundo tramo de la fachada norte existe un vano de acceso cegado.
En la fachada oeste se encuentra un interesante rosetón muy bien conservado.
Fue realizada con sillares de buena calidad, bien cortados y de talla regular, asentados en hiladas regulares bien aparejadas.

 Leyenda de la imagen
1. Pórtico Sur; acceso al templo.
2. Nave.

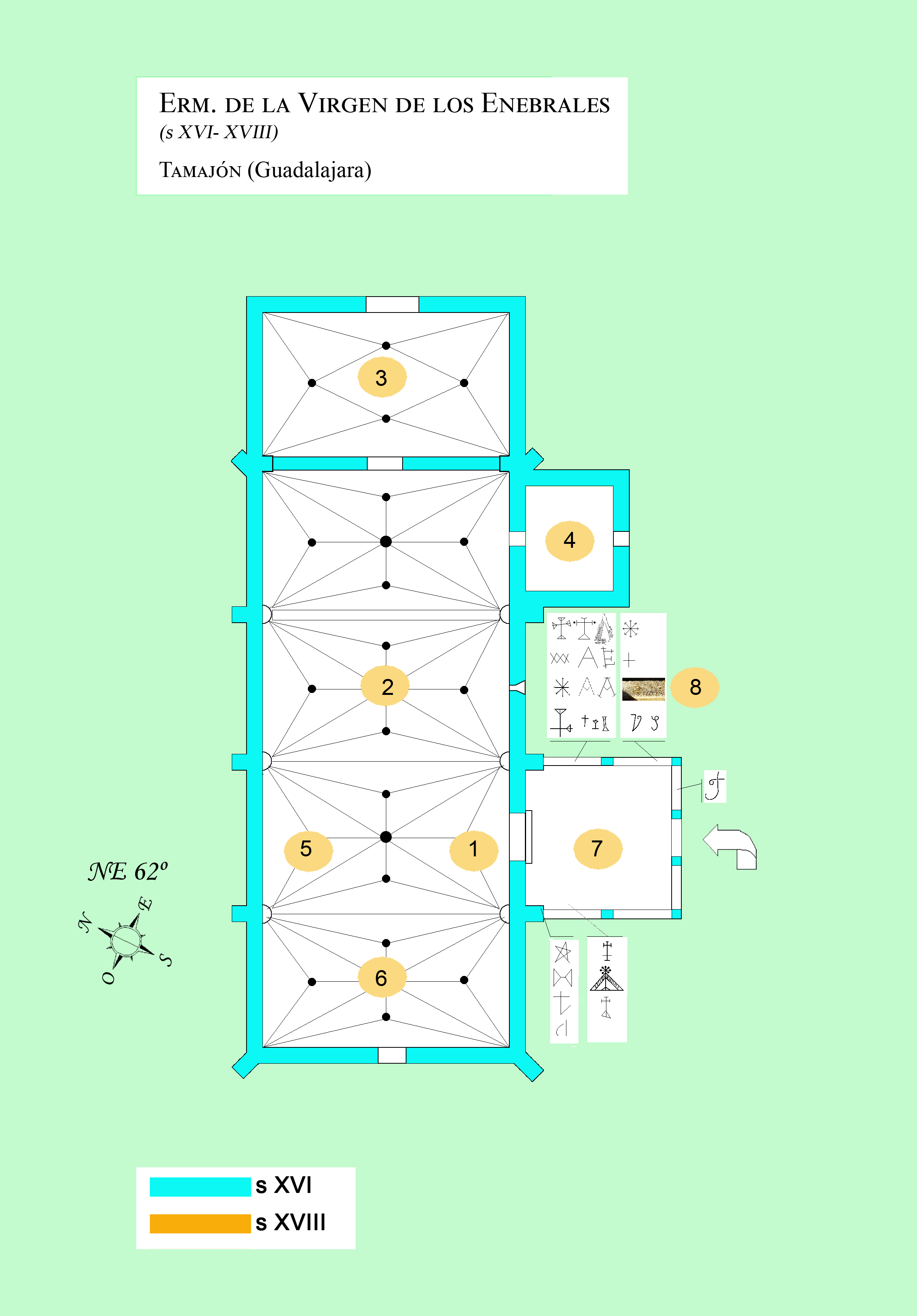
Aprox. a la planta de la Iglesia.
Marcas de cantería.

3. Presbiterio, Altar Mayor y Ábside.
4. Sacristía.
5. Fresco de la leyenda de La Virgen.
6. Coro.
7. Atrio.
8. Signos lapidarios.

### Marcas de cantería
Se han identificado veintidós signos de cinco tipos diferentes situados en el primer arco de los lados este, oeste y sur del atrio, además de multitud de trazos, inscripciones y una cuadrícula. El estado de conservación, trazo y morfología de estos últimos sugieren que se trata de signos modernos.

El aspecto exterior de la piedra no coincide con los del resto del edificio y varios tipos de signos identificados son inusuales en el siglo XVI, por lo que una posible hipótesis es que puede haber sido reutilizada de otro templo.

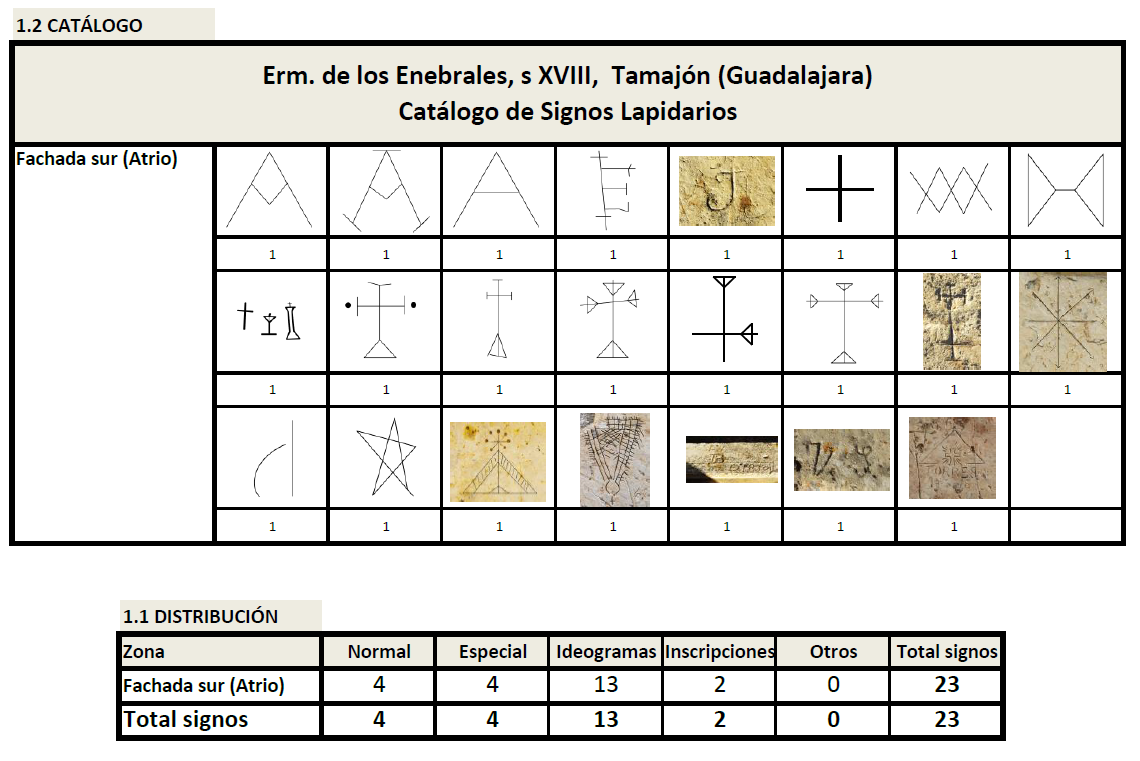
Catálogo de tipos de marcas de cantería de la ermita de los Enebrales.